# Buse de Madagascar
Buteo brachypterus
Espèce
Statut de conservation UICN

 LC  : Préoccupation mineure
Statut CITES
La Buse de Madagascar (Buteo brachypterus) est une espèce d'oiseaux de la famille des Accipitridae.
Cet oiseau est endémique de Madagascar.
Elle habite les forêts tropicales et subtropicales, aussi bien à basse altitude qu'en montagne.